# Lise Hearns
Lise Hearns ist eine ehemalige irische Fernseh-Schauspielerin.
Sie studierte an der irischen Gaiety School of Acting in Dublin. Ab 1998 spielte sie als „Ava Spillane“ in der irischen Seifenoper Fair City. Danach hatte sie nur noch kleine Einsätze als Schauspielerin.
2010 gründete sie in ihrem Wohnort Clunes im Bundesstaat New South Wales in Australien ihre eigene Yoga-Schule.

## Filmografie
- 1998–2003: Fair City (Fernsehserie)
- 1998: Mia, Liebe meines Lebens (Miniserie, 3 Folgen)
- 2003: Goldfish Memory